# Madonna del Ponte

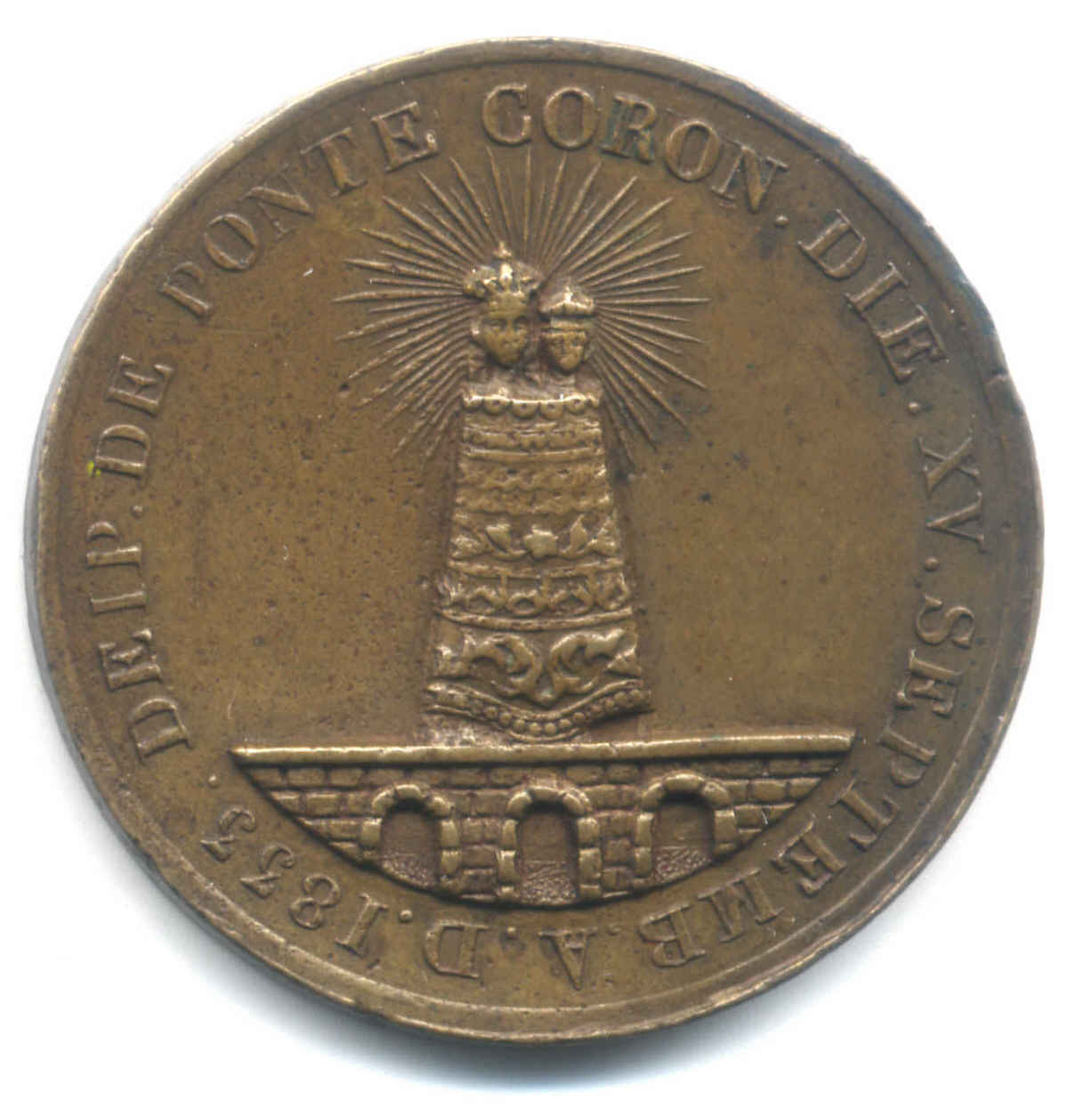
Medaglia della Madonna del Ponte (conservata nel Museo diocesano di Lanciano)

La Madonna del Ponte è l'appellativo con cui i fedeli chiamano Maria a Lanciano (CH), rappresentata in una statua lignea conservata nella cattedrale omonima. La sua festa si celebra il 16 settembre, al termine di un periodo celebrativo sacro che inizia la sera del 13 settembre.
Il programma delle feste che parte dal 1 settembre s i conclude il 30 del mese, è chiamato feste di Settembre, in cui il 1 di settembre a mezzogiorno, uno sparo di mortaretti, collegati su un filo dal campanile della chiesa di San Francesco in piazza Plebiscito sino alla torre civica della cattedrale, annuncia l'inizio delle feste, con l'innalzamento della bandiera con lo stemma civico, e un'altra con l'immagine della Madonna col Bambino.
Il programma ha il suo interesse nei giorni dell'8 settembre con la ricorrenza popolaresca del Dono delle Contrade, e nei giorni 13-14-15-16, quando si ricorda l'arrivo delle Corone benedette dal Vaticano a Lanciano, per la statua della Madonna.

## Storia della statua e della cattedrale
La tradizione vuole che la statua della Vergine col Bambino fosse stata rinvenuta sotto il Ponte romano di Diocleziano (III secolo d.C.), in seguito ai lavori di rifacimento dopo un terremoto del 1088. La statua risalirebbe all'VIII secolo secondo Pietro Pollidori, all'epoca dell'imperatore bizantino Leone Isaurico detto Iconoclasta, il quale fece distruggere numerose statue e immagini dei santi, sicché si pensa che la statua fosse stata portata a Lanciano dai bizantini, o dai monaci Basiliani, che avevano preso possesso del monastero di San Legonziano in Piazza Plebiscito, sopra cui oggi si trova il santuario di San Francesco eretto dai Francescani nel 1258, e dove sempre nell'VIII secolo avvenne il miracolo eucaristico. Per celebrare il ritrovamento della statua, i lancianesi eressero nell'area del vecchio tempio di Marte una piccola edicola dedicata a Nostra Signora delle Grazie, rifatta nel 1138, accanto alla chiesa della Santissima Annunziata.
Nel corso dei vari rifacimenti della chiesa, è da notare come ancora oggi l'attuale Basilica cattedrale sia senza fondamenta, ma poggia direttamente sopra la grande mole del ponte romano. La chiesa fu ingrandita ancora nel 1389 e poi nel 1446, ma a causa di terremoti e mancanze di fondi, tardò a vedere l'aspetto monumentale attuale. La chiesa era inoltre situata nella parte periferica della città, a ridosso delle mura orientali, la cattedrale vecchia era la chiesa di Santa Maria del Ponte nel rione Civitanova; tuttavia la chiesa di Santa Maria delle Grazie beneficiava di indulgenze papali e della venerazione dei viandanti, dei pastori transumanti e dei mercanti che dovevano dirigersi al Piano della Fiera per le annuali rioni dei mercanti. Nel 1545, dopo la creazione della diocesi Frentana di Lanciano-Ortona (1515), la chiesa divenne concattedrale insieme alla Basilica di San Tommaso in Ortona, dedicata alla Santissima Annunziata. I lavori di adeguamento e ampliamento continuarono, nel 1610 venne eretta la grande torre campanaria, insieme a un loggiato che permetteva il passaggio sino ai Tribunali e al Palazzo del Capitano. Nella bolla pontificia del 1756 emanata da papa Gregorio XIII le due chiese di Santa Maria delle Grazie e dell'Annunziata vennero unite da un solo portone d'ingresso, facenti parte della Cattedrale di Santa Maria del Ponte e della SS. Annunziata.

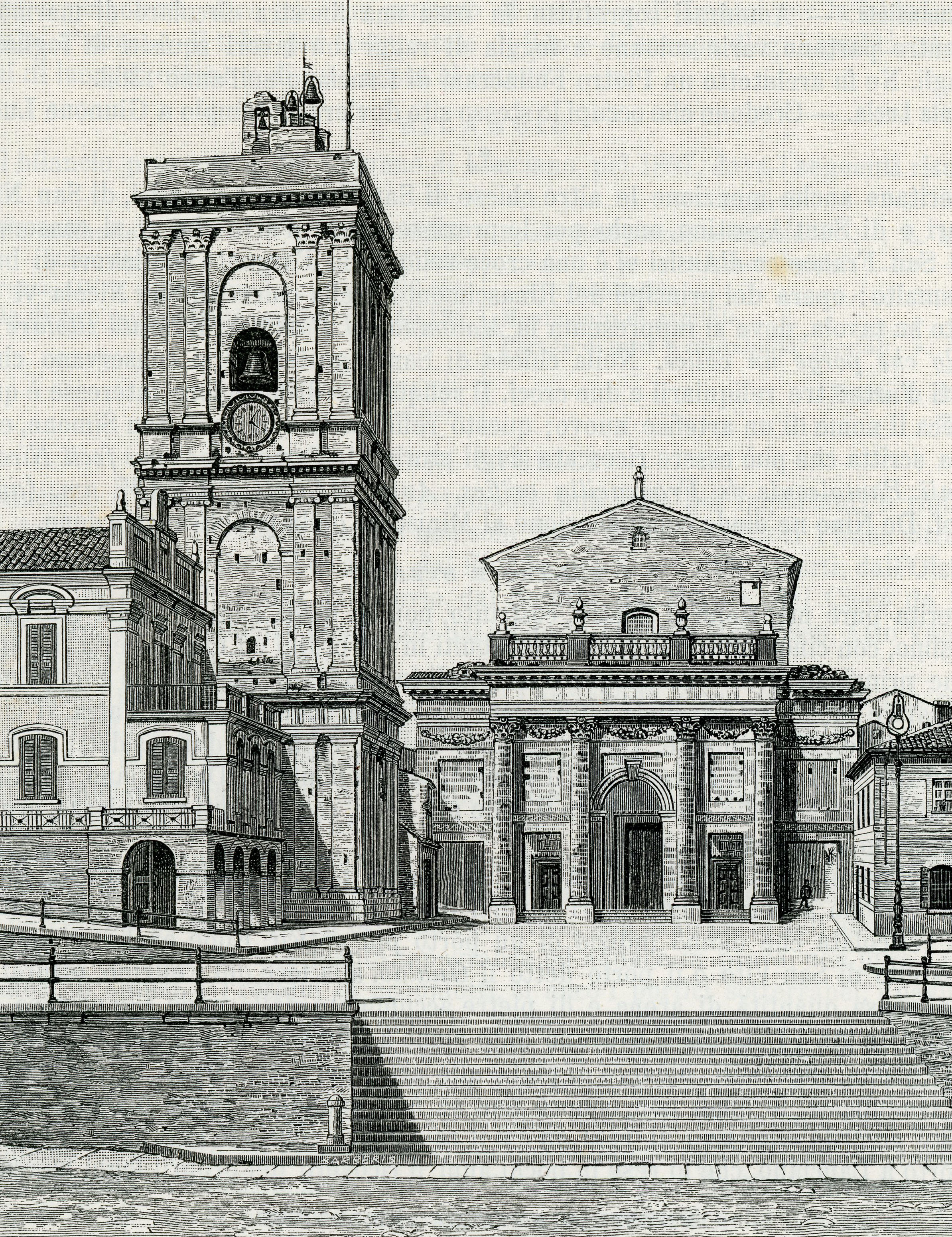
Disegno ottocentesco della Cattedrale di Lanciano: sulla destra della facciata è visibile un edificio civile, eretto dopo il 1819 sopra il sito della cappella dell'Annunziata

Con questa bolla papale si progettarono i lavori di totale rifacimento della chiesa, con l'istituzione di una commissione speciale per la direzione dei lavori stessi. Nel 1758 si costituì la società e i lavori vennero avviati nel 1778, con la demolizione e ricostruzione delle mura, del corpo a pianta rettangolare senza transetto, a navata unica e con copertura a volte a botte; l'intero apparato decorativo in stucchi e pennacchi fu realizzato nel 1794 dal napoletano Giacinto Diano. Il pavimento fu realizzato nel 1860 con la decorazione dello stemma civico di Lanciano ad opera di Filippo Sargiacomo, nel 1819 per completare la monumentale facciata neoclassica (anche se incompiuta nella parte superiore sino agli anni '40, realizzata diversamente dal progetto originario), l'architetto Eugenio Michitelli provvide a demolire la chiesetta dell'Annunziata, in Piazza Plebiscito, nel punto dove oggi una targa ne ricorda la presenza, anche se il portale gotico del XIII secolo fu conservato e rimontato all'ingresso del Palazzo Arcivescovile.
Il progetto della facciata neoclassica della cattedrale, stando ai disegni preparatori, era davvero monumentale, ma la parte sopra la balconata aggettante sorretta da quattro colonne del pronao, non venne completata, prevedeva infatti l'innalzamento in pennacchi con quattro paraste giganti sovrastate in cima da statue di santi e angeli. Venne realizzata solo quella della Madonna benedicente in cima.

### L'Incoronazione della statua della Madonna
Il capoaltare venne realizzato nel 1833 in occasione dell'arrivo delle Corone la notte del 14 settembre, con benedizione solenne del Monsignor Francesco Maria De Luca, che fece tessere anche appositamente un monumentale arazzo con figure allegoriche e mitologiche da stendere ogni anno dalla grande balconata della cattedrale. Oggi l'arazzo è conservato nel Museo diocesano.
Secondo gli storici Bocache e Antinori, la prima esposizione ufficiale della statua della Madonna era stata fissata per il 13 giugno, oppure l'8 settembre in ricordo della Natività.
La festa ufficiale venne istituita nel 1834, l'anno seguente dell'Incoronazione, che avvenne il 13 settembre a Roma, le cui corone giunsero a Lanciano il giorno seguente, quando era parroco della cattedrale don Sebastiano Mascetta da Colledimacine. Era presidente dell'organizzazione dei festeggiamenti con le offerte dei devoti Francesco Paolo Berenga, sotto il sindaco Michele de Giorgio 
Nei primi giorni del settembre 1833 due parroci di Lanciano si recarono al Vaticano per prelevare le corone d'oro per la statua della Vergine col Bambino, come concordato tra il pontefice e l'arcivescovo Monsignor De Luca. I lancianesi vennero a sapere della notizia, e decisero di aspettare l'intera notte del 13 settembre l'arrivo delle due corone, dirigendosi nel vicino paese di Castelfrentano, da dove scortarono le corone con una fiaccolata sino all'arrivo della chiesa di Santa Chiara in Lanciano, all'ingresso del Corso Roma (allora detta strada del Popolo). All'arrivo in loco alle 2:00 del mattino, i lancianesi giunsero poi in discesa sino a Piazza del Plebiscito, dove ci fu la consegna delle carte papali e vescovili nel Palazzo, con la lettera di papa Gregorio XVI, che autorizzava il vescovo a solennizzare le feste di Settembre.
Durante i festeggiamenti ci furono anche sfilate delle bande civiche per la città e in piazza, spettacoli pirotecnici e le corse dei cavalli nel Piano della Fiera, tradizione rimasta viva sino agli anmi '90,presso l'ex ippodromo comunale.
I precedenti di questa festa c'erano stati già dal 1799, con l'istituzione di una settimana di feste, con fuochi artificiali, illuminazioni, musiche e corse di cavalli. Nel 1833 le feste si celebrarono da 7 al 22 settembre, anche se a causa di mancanza di offerte, la tradizione ebbe un periodo di decadenza, sino alla ripresa nel 1920 con grande fervore popolare. Il programma che oggi si celebra è quello stilato nel 1834 e poi nel 1920 con alcune modifiche.

## La statua della Madonna col Bambino
La statua processionale attuale risale al 1933, modellata secondo le forme dell'originale. Questa si trova  nella nicchia  del tabernacolo dell'altare maggiore della cattedrale. Secondo gli storici Giacomo Fella e Pietro Pollidori, la statua sarebbe del XII secolo, rinvenuta come vuole la leggenda in un muro del ponte romano di Diocleziano, durante i lavori di rifacimento della struttura dopo un terremoto.
Il cardinale Anton Ludovico Antinori, studiando il manufatto, ha smentito le ipotesi prettamente celebrative di Fella, dicendo che in base ai documenti e allo stile la statua sarebbe della metà del XV secolo, avente caratteri tuttavia fortemente bizantineggianti per la resa del volto. Fotografie storiche testimoniano ciò, pur riconoscendo una manifattura certamente rinascimentale per il periodo. Le sontuose vesti in fili dorati furono aggiunte nei secoli a seguire.
Anche Corrado Marciani, studioso lancianese, negli anni '50 si interessò a smentire la tesi di Fella e Pollidori della miracolosa statua bizantina proveniente da Costantinopoli e rinchiusa nel muro del ponte di Diocleziano, ma ci fu una querelle con il vescovo Benigno Migliorini, che fece un pesante restauro sulla statua cancellandone il volto, annerendolo per farlo sembrare più bizantino e facendo conservare per sicurezza le ricche vesti in uno scantinato della cattedrale, dal 2002 poi trasferite al museo del palazzo vescovile.
La statua costruita nel 1933, in occasione dei 100 anni dell'arrivo delle Corone, mostra la Vergine in piedi, con aspetto severo, mentre sorregge il Bambino. Ha un mantello celeste, ed una sopraveste dorata che lascia trasparire la tunica purpurea. Il Bambino ha una veste color avorio e con la mano destra è in atto di benedire, mentre con la sinistra sorregge un modellino di agnello. Entrambe le teste hanno una corona dorata con rubini incastonati.

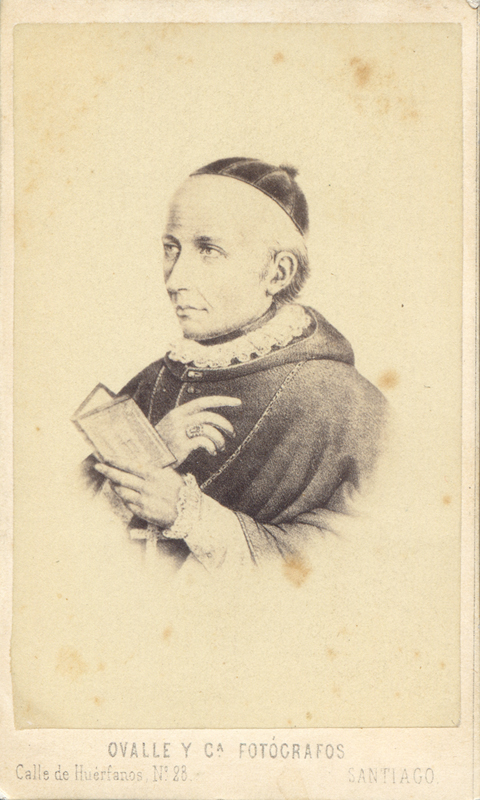
Papa Gregorio XVI che consegnò le Corone

La Madonna del Ponte è sempre raffigurata in posizione eretta severa, con un ampio mantello, che spesso ricopre tutto il corpo, arti compresi, facendo spuntare solo le teste della Vergine e del Bambino. La statua poggia su un ponte a tre archi. Queste raffigurazioni, sia su pergamene, arazzi e metallo, sono conservate nel Museo diocesano di Lanciano.

## Le feste oggi

### Fiera di Sant'Egidio
Nel programma moderno, rimasto invariato dal 1981, la feste di Settembre sono precedute dalla "Settimana Medievale", quando in quest'anno si è costituita l'Associazione culturale del Mastrogiurato per rievocare l'istituzione di questa carica politica a Lanciano da Carlo II d'Angiò nel 1304. Il 31 agosto ogni anno nel centro storico, in Piazza Plebiscito e in Corso Trento e Trieste, si celebra la festa di Sant'Egidio Abate, vissuto nell'VIII secolo, santo protettore degli ammalati e dei lebbrosi, che portavano un bastone a sonagli per avvertire la gente del loro arrivo. Il bastone con la campanella è divenuto il simbolo della festa lancianese, che consiste nella produzione di varie campanelle in ceramica e maiolica o terracotta, nelle più svariate forme e grandezze con decorazioni: la tradizione vuole che questa festa sia detta degli innamorati, per il fatto che i fidanzati regalano alle proprie ragazze la campanella simbolo dell'amore.

### Le Feste di Settembre - L'arrivo delle Corone
Il 13 settembre mattina all'ora di mezzogiorno, l'apertura delle celebrazioni è segnata dallo sparo di mortaretti, appesi lungo un filo collegato ad un palo della luce di Largo Gerardo Berenga, tra il corso e la piazza, e la cima della torre civica della Cattedrale. Allo sparo dei mortaretti, dopo l'ultimo scoppio, viene issata la bandiera della Madonna del Ponte sopra l'asta della torre, al suono della banda civica per il corso Trento e Trieste e delle campane della Cattedrale.
Dopo la settimana del Mastrogiurato, la sera del 13 settembre, si celebrano i preparativi religiosi per l'adorazione della Madonna nella cattedrale. Il programma civile prevede una rievocazione storica in Piazza del Plebiscito, che trae ispirazione dalle Memorie del sindaco Diodato De Giorgio, il quale parla di una vera e propria sommossa popolare partita dalla piazza per raggiungere il paese di Castelfrentano attraverso il Corso Roma, per accogliere l'arrivo delle corone. La rievocazione termina con il rientro in piazza e con la premiazione da parte dell'attore che impersona il De Giorgio della miglior fiaccola accesa per celebrare la Madonna.

### La Nottata

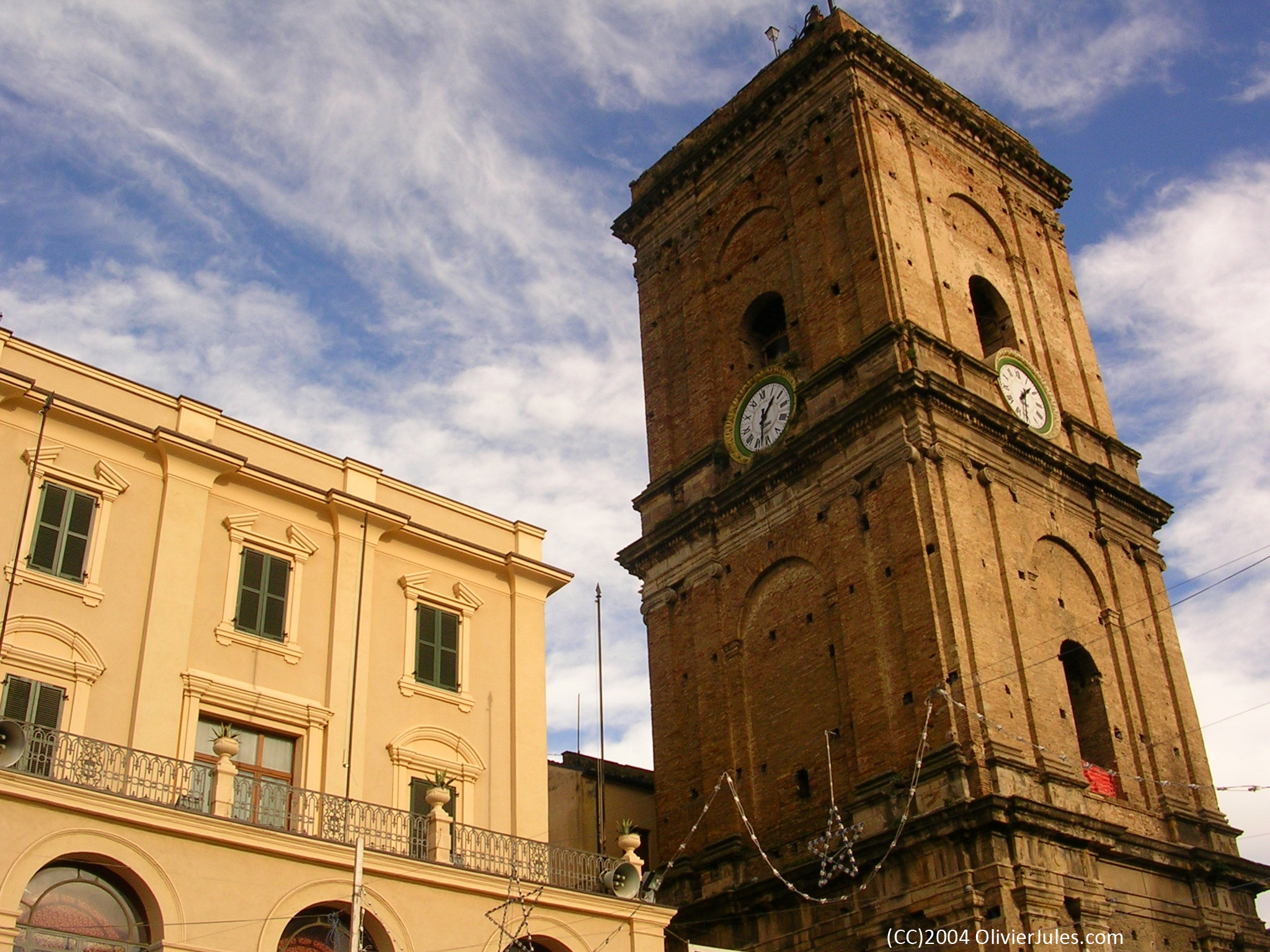
Torre della cattedrale

Dopo il programma rievocativo, il corso Trento e Trieste, Piazza Plebiscito e Piazza Garibaldi sono addobbate delle luminarie da accendere alle ore 4:00 di mattina del 14 settembre, e di bancarelle e più recentemente di prodotti industriali di vari marchi di fabbrica internazionali e della Honda-Sevel di Atessa, per sponsorizzare i loro prodotti data la grande affluenza popolare non solo da Lanciano, ma anche dai comuni limitrofi e dell'intera provincia di Chieti. L'attesa per l'arrivo dei fuochi è compensata dai concerti della piazza principale e da piccoli gruppi musicali distribuiti per il corso e per le piazzette principali, sparse anche in Corso Bandiera, in via Maiella, in viale Cesare Battisti presso la villa pubblica, dove tradizionalmente vengono fatti sparare i fuochi artificiali.
Lo sparo delle 4:00 è preceduto da tre avvertimenti intervallati di un quarto d'ora ciascuno, fino allo spettacolo pirotecnico, che sino al 2017 circa durava ben 40 minuti, ridotti poi a 30. Al termine dello sparo, i cittadini si augurano l'un l'altro buone feste, e si riuniscono in Piazza Garibaldi per una tradizionale mangiata che dura sino alle 6 di mattina.

### Il 14-15 e 16 settembre
I tre giorni seguenti la nottata del 13, si aprono in mattinata con il giro della banda civica per le vie del centro storico, percorrendo principalmente Piazza Plebiscito e Corso Trento e Trieste, mentre la sera sono aperte le mostre dei negozi del corso e delle vie attigue, viale Dalmazia, viale De Crecchio, via Vittorio Veneto, Corso Bandiera, viale Battisti, vengono allestite mostre fotografie, artistiche, numismatiche, e viene sponsorizzato un Almanacco civico che propone previsioni riguardo all'andamento della festa. La produzione tradizionale esposta consiste nella nundinae, ossia le ceramiche dipinte della città, che vantano una storica tradizione, che risalirebbe all'epoca romana, dati i rinvenimenti archeologici.
Le serate invece si svolgono con la degustazione di prodotti e l'ascolto di gruppi musicali situati sempre nel corso e nelle vie attigue, nel concerto di musica classica che si esegue nella cassa armonica sistemata in Largo Dell'Arciprete (in precedenza si metteva anche in un angolo di Piazza del Plebiscito, e veniva eseguito prima del concertone delle ore 10:30 sul palco moderno della piazza),e nel concerto principale, per cui da anni la municipalità e le associazioni organizzatrici contattano cantanti di fama internazionale, soprattutto per la penultima e ultima serata.
Alle ore 24:00 sia per il 14 che per il 15 settembre presso l'ex ippodromo della villa comunale vengono eseguiti i giochi pirotecnici, che durano di meno della serata d'apertura e di chiusura: 20 minuti. L'ultimo giorno del 16 settembre, quello consacrato alla Madonna del Ponte, si celebrano messe a ripetizione per tutto il giorno, di cui quella del pomeriggio presieduta dall'arcivescovo, con successiva solenne processione della statua lungo la Piazza del Plebiscito e il Corso Trento e Trieste. Al rientro in Piazza, la statua percorre le strade: via dei Frentani - Piazza dei Frentani - via dei Bastioni, Larghetto Ricci - via dei Frentani - via Corsea - Piazza Garibaldi - salita dei Gradoni - via Garibaldi - via Cavour - strada dei Gradoni - Piazza Garibaldi - salita via Corsea - Piazza Plebiscito - Corso Roma - via Fieramosca con rientro in cattedrale.
L'ultima serata i fuochi vengono sparati alle ore 1:00 di mattina nell'ex ippodromo, e durano una trentina di minuti.
Confraternite che presiedono alla processione pomeridiana
- Confraternita della Madonna del Ponte  - Cattedrale
- Confraternita della Madonna della Cintura - Chiesa di Sant'Agostino e San Biagio
- Confraternita dei Santi Simone e Giuda- chiesa di Sant'Agostino
- Confraternita della Madonna dei Raccomandati- chiesa di Santa Maria Maggiore
- Confraternita di Santa Lucia, dalla chiesa omonima di Frisa (CH)
- Confraternita della Madonna del Porto, dalla chiesa omonima di San Vito Chietino (CH)
- Confraternita di Santa Giusta,  dalla chiesa omonima di Lanciano.

### La corsa al galoppo
Fino ai primi anni 2000 la festa della Madonna era associata alla corsa al galoppo dei cavalli nell'area dell'ex ippodromo in via Cesare Battisti. Si sfidavano i fantini dei quattro rioni storici della città, pare che la prima corsa ufficiale ci fu nel 1928. Le corse dei cavalli rappresentavano per gli allibratori un grande vantaggio economico durante le festività, data l'affluenza numerosa degli scommettitori, e un'occasione di riscatto e di mondanità per i lancianesi. La corsa dopo il mancato rinnovamento delle concessioni e il rifacimento delle scuderie dei cavalli, ormai inservibili poiché datate, venne annullata, e in occasione della festività viene seguito solo un veloce palio celebrativo.

## Festa del Dono

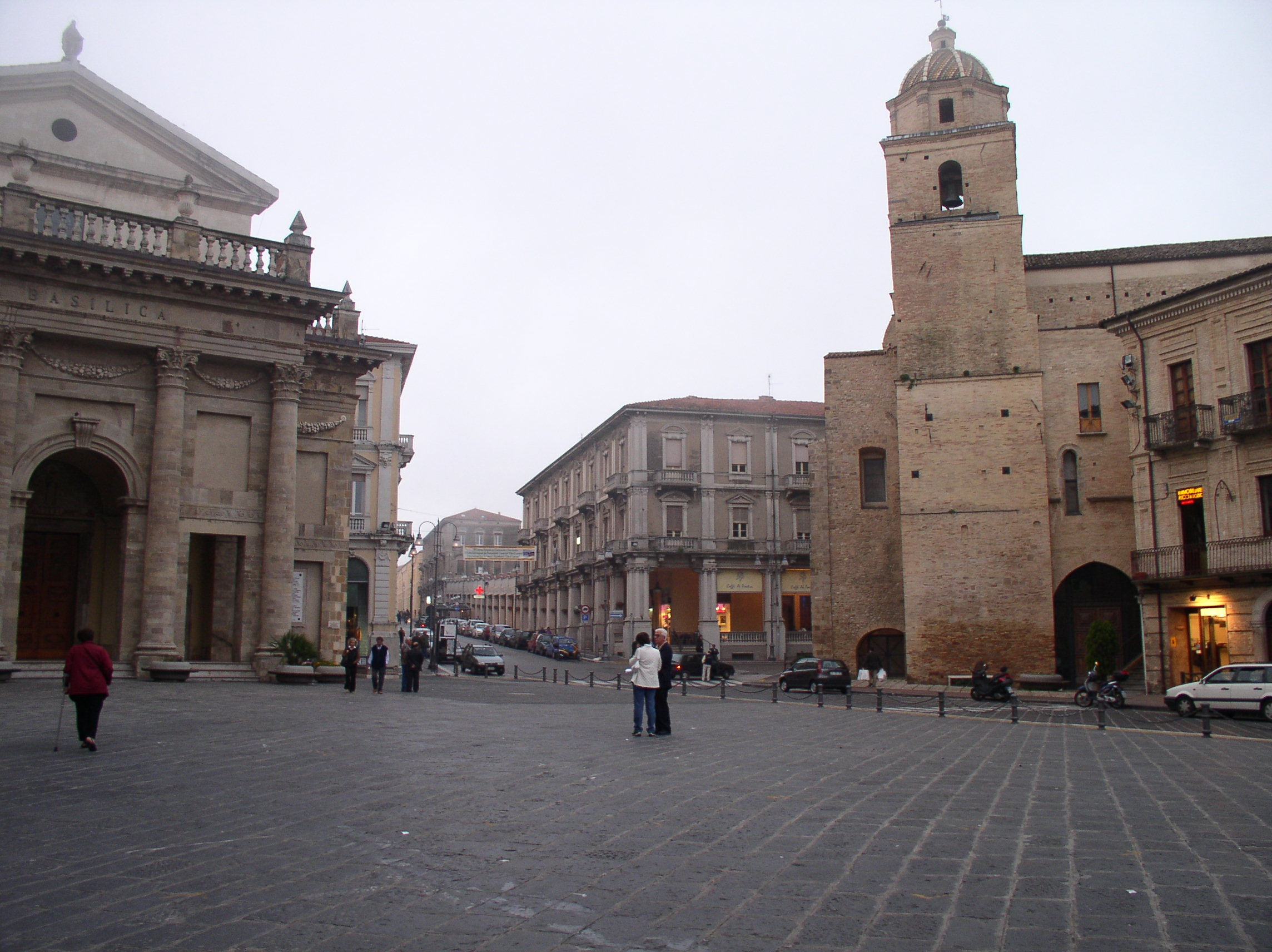
Piazza del Plebiscito

Si celebra prima dell'arrivo delle Corone, l'8 settembre, e vede protagoniste le 33 contrade di Lanciano. Le associazioni a bordo di trattori, percorrono i loro borghi sino a riunirsi lungo l'asse viario di Via per Fossacesia-Piazzale Sant'Antonio-Via Sant'Antonio-Via Caduti di Nassirya-Via Cesare Battisti o delle Rose, con il primo carro-trattore inserito all'ingresso del Corso Trento e Trieste. I contadini dentro questi carri allegorici che simboleggiano la contrada di turno, vestiti in abito tradizionale abruzzese, e con musica folkloristica, sfilano lungo il corso uno ad uno, cantando inni religiosi, e offrendo primizie della campagna alla gente, sino a raggiungere la Piazza Plebiscito, e poi per via Corsea la Piazza Garibaldi, detta "della Verdura" per il settimanale mercato del mercoledì, gestito proprio dai contadini delle contrade.
La festa de "lu Done" in dialetto locale è uno dei momenti più interessanti e folkloristici delle feste in onore della Madonna del Ponte, il rito oltre alla sfilata dei carri prevede momenti di balli contadini da parte di ragazze, che portano sul capo le conche di rame, addobbate con fiori e festoni di carta, ripiene di grani, gli uomini invece a piedi o sui carretti, recano i dono prodotti agricoli o portano asini, capre e buoni legati alla corda, sino alla riunione in Piazza Garibaldi, con lo scambio dei prodotti con gli spettatori, la mostra degli animali da campagna, e il ritorno lungo le strade nelle relative contrade di appartenenza. I prodotti non consumati della festa, la sera stessa vengono aggiudicati agli offerenti con una vendita all'asta in Piazza del Plebiscito.

## Tesoro della Madonna del Ponte
Occupa la prima sala di accesso al Museo diocesano, situato nel Palazzo arcivescovile (Largo dell'Appello). Si tratta del patrimonio economico e artistico realizzato in onore della Vergine, trasferito nel museo per ragioni di sicurezza, soprattutto dopo i danni alla cattedrale con il terremoto della Val di Comino del 1984. Il nucleo dei gioielli più antichi è costituito da pezzi del XVII-XVIII secolo di scuola napoletana, per poi passare ad opere più tarde, come i quadri dipinti ex voto degli anni dell'Ottocento, realizzati in onore della Madonna a testimonianza di eventi prodigiosi
Il più antico gioiello della collezione è un pendaglio del 1601, in argento dorato, con grande cristallo di rocca affiancato da 4 rubini montati a notte. Il pendente doveva essere completato da alcune perle; forse elemento di dono della Marchesa d'Ugni di Guardiagrele. Altre testimonianze di questi oggetti si trovano nell'opera "Sant'Apollonia" di Francesco Maria Renzetti (metà XVIII sec), che presenta due elementi molto simili posti ad ornamento del petto e del capo. Più corposo è il numero si oggetti settecenteschi, di cui spiccano ornamenti da corsetto, tre pregevoli ornati di rubini montati su leggero intreccio di arabeschi. Gioiello tipicamente settecentesco per fermare i lacci del corsetto: il pendente è costituito da grande fiocco o farfalla che sostiene il pendente a goccia, al quale è sospeso un terzo pezzo cruciforme.
Un alto pregevole esemplare appartiene al corpus del tesoro di Santa Maria Maggiore, mentre esemplari simili si trovano anche a Londra nella collezione del Victoria and Albert Museum, con 15 elementi di fattura tedesca. Il fermaglio da corsetto di smeraldi è invece il risultato dell'assemblaggio di due orecchini "girandole", costituiti da un elemento centrale con tre pendenti a goccia, cui furono aggiunti ulteriori elementi a comporre un insieme molto elaborato. Questa tipologia appartiene ai primi anni del Settecento. Altre opere del corpus del tesoro riguardano i tipici paramenti liturgici, come reliquiari, calici, cassettine per le ostie.